# 豊島区立大塚中学校
豊島区立大塚中学校（としまくりつ おおつかちゅうがっこう）は、かつて東京都豊島区西巣鴨三丁目に存在した区立中学校。愛称は大中（おおちゅう）。教室から出られるバルコニーを各階に持つ洒落た校舎が特徴的であったが、バルコニーは昭和末期に撤去された。またその同時期に、伝統的な学生服とセーラー服から紺色のブレザーへの制服変更が実施されている。2001年（平成13年）に旧豊島区立朝日中学校との統合により、豊島区立巣鴨北中学校となる。大塚中学校が巣鴨北中学校の存続校舎となった。

## 沿革
- 1949年 - 豊島区立西巣鴨中学校から分離し、巣鴨町庚申塚414番地の保養院(私立精神病院)跡地に開校
- 1952年 - 校歌「車走り」（作詞:土岐善麿、作曲:信時潔）制定
- 1952年 - 生徒311名が分離し豊島区立駒込中学校が開校
- 1954年 - 西巣鴨4丁目455番地の大都映画巣鴨撮影所跡地に分教場が開設
- 1956年 - 分教場を独立させた豊島区立朝日中学校が開校
- 2001年 - 生徒数減少のため一旦は分離した豊島区立朝日中学校と統合して廃止され、豊島区立巣鴨北中学校となる

## 学区域の区立小学校
- 豊島区立豊成小学校
- 豊島区立西巣鴨小学校
- 豊島区立清和小学校

## 最寄り駅
- 都電荒川線庚申塚

## 著名な卒業生
- 榊原徹 （指揮者）
- 山口香
- 鎌田和樹（UUUM株式会社代表）